# Fran Krsto Frankopan
Pour les articles homonymes, voir Frankopan et Frangipani.
Fran Krsto Frankopan (en français François-Christophe Frangipani), né le 4 mars 1643 à Bosiljevo (Karlovac) et mort exécuté le 30 avril 1671 à Wiener Neustadt, est un seigneur, poète et homme politique croate. 

## Biographie
Fils de Vuk Krsto Frankopan (en), il part étudier à Zagreb après la mort de son père et entre chez les Jésuites. Puis, il poursuit ses études en Italie. 
Il écrit ses poésies en dialecte croate Kajkavian-ikavian, tel le poème Srića daje kaj misal ne zgaje et traduit aussi des œuvres de Molière. 
Frankopan et son beau-frère le Ban Petar Zrinski négocient avec succès la libération des zones ethniques hongroises et croates occupées par l'empire ottoman en déclin. Cependant, le conseil militaire viennois, désireux de limiter l'influence hongroise dans la monarchie, décide de signer un traité de paix avec les Ottomans, par lequel les territoires libérés seraient cédés à l'Empire ottoman. Les nobles hongrois et croates considèrent alors ce traité de paix (paix de Vasvár) comme totalement défavorable et honteux à leurs intérêts. En réponse, Frankopan et Zrinski conspirent contre l'empereur Léopold Ier avec le palatin Ferenc Wesselényi.
Démasqués, ils sont exécutés à Wiener Neustadt. Cette exécution déclenche le soulèvement de Thököly. 
Les restes de Frankopan et de Zrinski ont été transférés dans la Cathédrale de Zagreb en 1919. Leurs portraits ont figuré sur les billets avers de 5 Kuna croate de 1993 à 2001.